# Kyselina maleinová

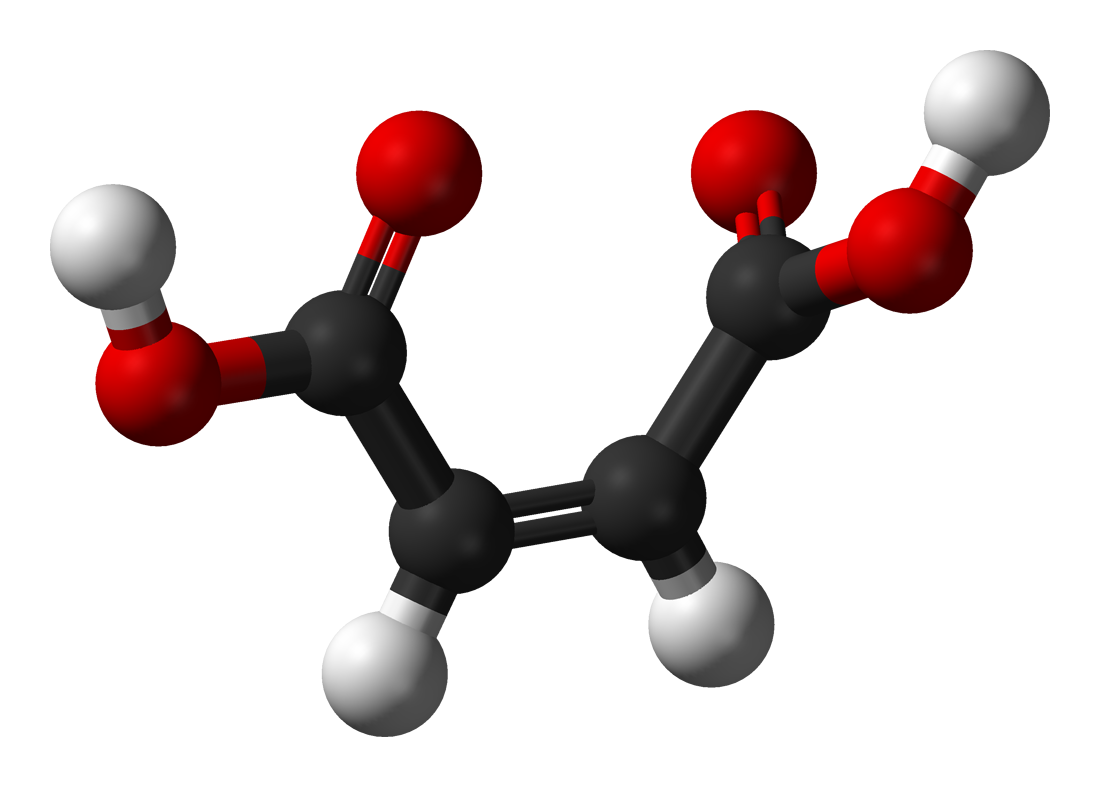
Model molekuly kyseliny maleinové

Kyselina maleinová je triviální název pro kyselinu cis-butendiovou. Je to organická dikarboxylová a nenasycená kyselina. Její chemický vzorec je HOOC−CH=CH−COOH. Její soli se nazývají maleináty. Kyselina maleinová je cis-izomer kyseliny butendiové, zatímco kyselina fumarová je trans-izomer.

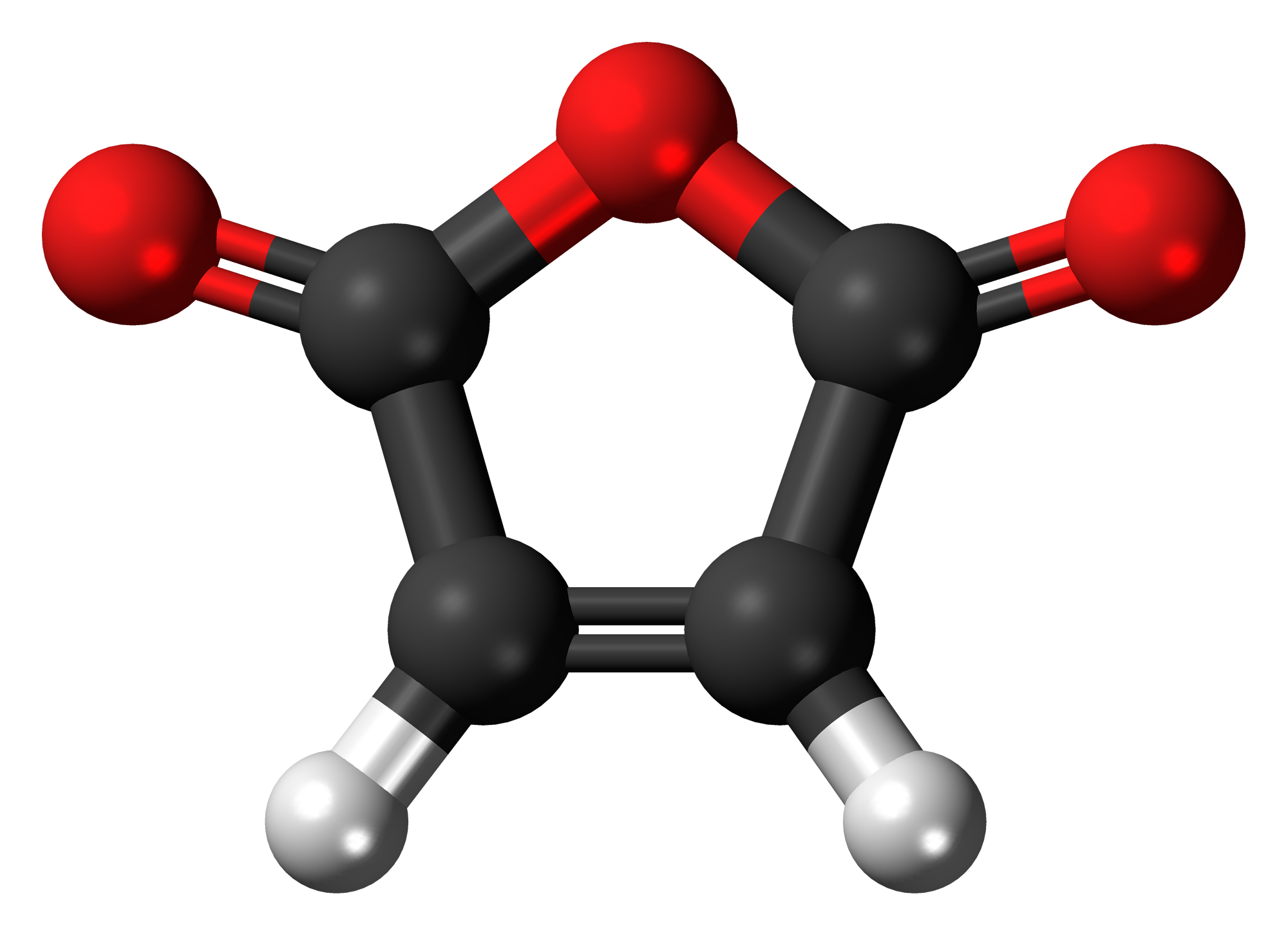
Model molekuly maleinanhydridu

Kyselinu maleinovou v roce 1834 poprvé připravil Théophile-Jules Pelouze zahřátím kyseliny jablečné. Odtud pochází i její název, který je odvozen od kyseliny jablečné (latinsky malum – česky jablko). Sloučenina se začala průmyslově vyrábět v roce 1919 katalytickou oxidací benzenu v plynné fázi na maleinanhydrid a následnou hydratací.
Kyselina maleinová se používá k výrobě plastů, polymerů, syntetických pryskyřic a esterů kyseliny maleinové, k rafinaci a barvení bavlny. Své využití má i ve farmakologii a stomatologii.

## Fyzikální vlastnosti
Kyselina maleinová tvoří při pokojové teplotě bezbarvé krystaly. Teplota tání je 135 °C. Molární entalpie kyseliny maleinové je −788,3 kJ·mol−1, spalné teplo −1358,9 kJ·mol−1. Její vodné roztoky jsou kyselé. Je velmi rozpustná ve vodě, přičemž rozpustnost prudce roste s rostoucí teplotou.
| Rozpustnost kyseliny maleinové ve 100 g vody |              |      |       |       |       |
| Teplota                                      | ve °C        | 25   | 40    | 60    | 97,5  |
| Rozpustnost                                  | v g na 100 g | 78,9 | 112,3 | 148,8 | 392,6 |

## Chemické vlastnosti
Kyselina maleinová je chemicky velmi reaktivní, což je způsobeno karboxylovými skupinami a dvojnou vazbou. Při zahřátí nad 100 °C se při separaci vody přeměňuje na maleinanhydrid, který se po rozpuštění ve vodě opět přeměňuje na kyselinu maleinovou.
Dalším zahříváním a pomocí katalyzátorů lze dosáhnout dekarboxylace na kyselinu akrylovou. Při dlouhodobém zahřívání nad 150 °C a působením UV záření se kyselina maleinová izomerizuje na stabilnější kyselinu fumarovou.
Adicí vody na dvojnou vazbu při zvýšené teplotě a tlaku vzniká kyselina jablečná. Přidáním halogenů vzniká dihalogen kyseliny jantarové. Reakcí s ozonem vzniká kyselina glyoxylová.

## Průmyslové aplikace
- Průmyslově se kyselina maleinová získává hydrolýzou maleinanhydridu, který vzniká oxidací benzenu nebo butanu.
- Hlavním průmyslovým využitím kyseliny maleinové je její přeměna na kyselinu fumarovou. Tato izomerizace je katalyzována různými činidly (například minerální kyseliny nebo thiomočovina). Velký rozdíl v rozpustnosti ve vodě usnadňuje čištění kyseliny fumarové.
- Kyselina maleinová je průmyslovou surovinou pro výrobu kyseliny glyoxylové (ozonolýza).
- Mnoho léků, které obsahují aminy, je dodáváno jako sůl kyseliny maleinové, neboť jsou v této formě stabilnější (karfenazin, chlorfeniramin, pyrilamin, methylergonovina thiethylperazin).
- Kyselina maleinová se používá jako adhezní promotor pro různé substráty (pozinkovaná ocel, lepidla na bázi methyl-methakrylátu).
- Kyselina maleinová a její soli při vyšších dávkách poškozují ledviny. Dávky vyvolávající poruchy funkce ledvin jsou v rozmezí 200 mg/kg tělesné hmotnosti při perorálním podání. Tato její vlastnost se například používá při hubení potkanů.